# نوراشن (نخجوان)
نوراشن (به لاتین: Norashen) منطقه‌ای مسکونی در جمهوری آذربایجان است که در جمهوری خودمختار نخجوان واقع شده است.